# Melbourne (Kentucky)
Melbourne è un comune degli Stati Uniti d'America, situato nello Stato del Kentucky, nella contea di Campbell.